# 6つのヴァイオリン協奏曲 作品6 (ヴィヴァルディ)

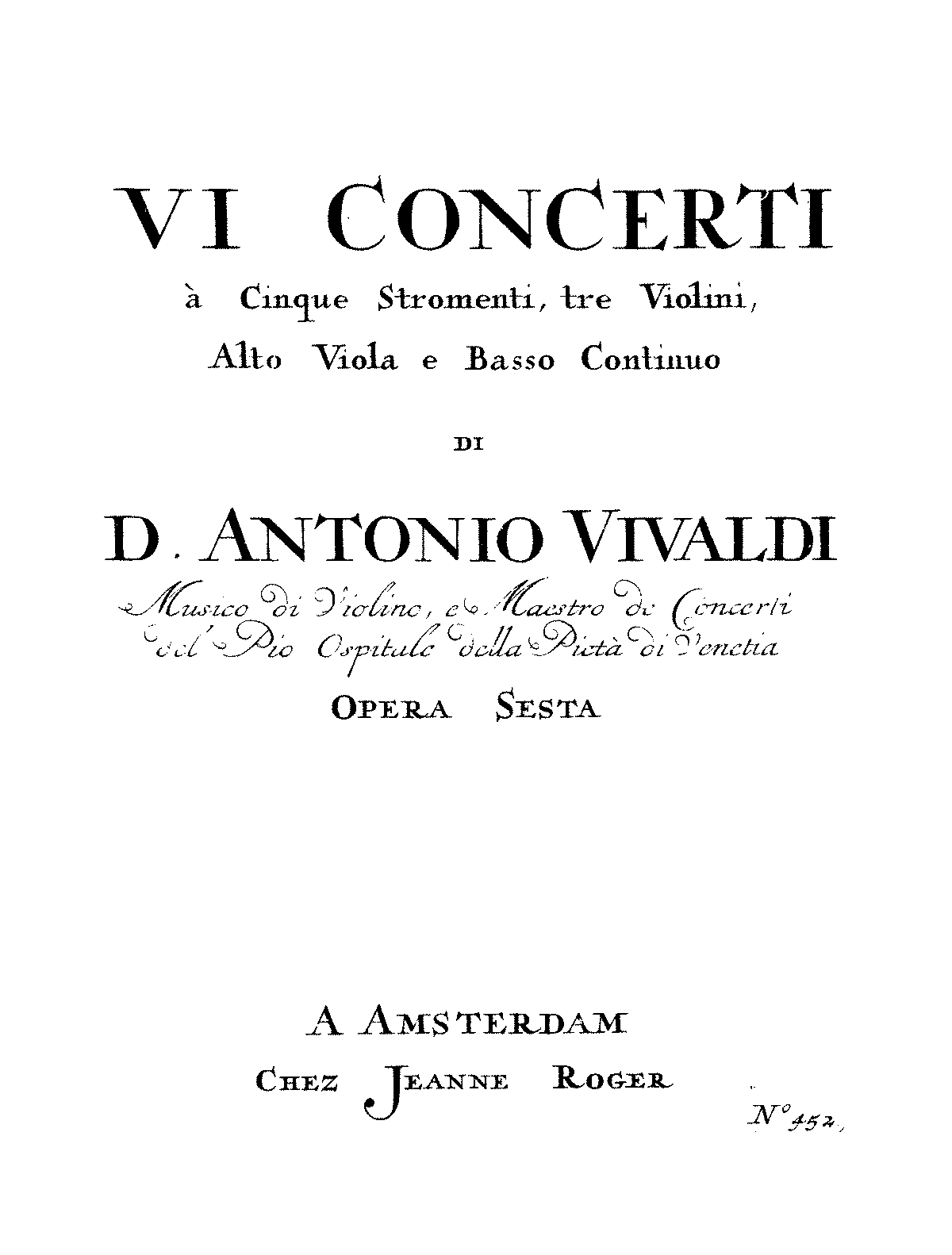
アムステルダムで出版された作品6の表紙

6つのヴァイオリン協奏曲 作品6（6 Concerti, Op.6）はアントニオ・ヴィヴァルディ作曲による6作目の出版作品、1713－15年頃に作曲され、1719年頃、オランダ、アムステルダムの出版社エティエンヌ・ロジェから出版された。作品5『6つのソナタ』に続き、献呈先を持たない出版作品。

## 来歴
この曲集は1719年頃にアムステルダムのエティエンヌ・ロジェから出版されている。出版責任者は作品5と同様にエティエンヌの娘ジャンヌで、同様に献呈先を持たない。ヴィヴァルディの肩書に1717-18年から奉職していたマントヴァの知事、ヘッセン・ダルムシュタット方伯の宮廷楽長の肩書がないため、ヴィヴァルディは曲を提供したもの出版には大きく関与していないことが窺える。本来この曲集は作品11『6つの協奏曲』と作品12『6つの協奏曲』のように、2つでひとつの曲集となるはずであったとみられているが、作品7『12の協奏曲』をめぐる特殊な事情でそうはならなかった。

## 作品内容
作品の表題は「6つの5声の協奏曲、3つのヴァイオリンとヴィオラと通奏低音のための」と記されている。「5声の協奏曲」とは、この時代の独奏協奏曲に対する呼称で、4声のトゥッティまたはリピエーノと呼ばれる合奏部に、独奏楽器が加わった演奏形式であることを示している。また「3つのヴァイオリン」は独奏楽器がソロのヴァイオリンであることを表していて、表題通り6曲すべて1台の独奏ヴァイオリンのためのヴァイオリン協奏曲である。

## 曲目
- 第1番　ヴァイオリン協奏曲 ト長調 RV 324

1. アレグロ／Allegro
2. グラーヴェ／Grave
3. アレグロ／Allegro

- 第2番 　ヴァイオリン協奏曲 変ホ長調 RV 259

1. アレグロ／Allegro
2. ラルゴ／Largo
3. アレグロ／Allegro

- 第3番　ヴァイオリン協奏曲 ト短調 RV 318

1. アレグロ／Allegro
2. アダージォ／Adagio
3. アレグロ／Allegro

- 第4番 ヴァイオリン協奏曲 二長調 RV 216

1. アレグロ／Allegro
2. アダージォ／Adagio
3. アレグロ／Allegro

- 第5番 ヴァイオリン協奏曲 ホ短調 RV 280

1. アレグロ／Allegro
2. ラルゴ／Largo
3. アレグロ／Allegro

- 第6番 ヴァイオリン協奏曲 ニ短調 RV 239

1. アレグロ／Allegro
2. ラルゴ／Largo
3. アレグロ／Allegro